# Federação de Automobilismo do Estado do Espírito Santo
A Federação de Automobilismo do Estado do Espírito Santo (FAEES) é o órgão responsável pela organização dos eventos e representação dos pilotos do Espírito Santo. É filiada à Confederação Brasileira de Automobilismo.
A FAEES organiza ou supervisiona, desde provas de kart, como o Campeonato Capixaba de Kart, ou provas na terra, como o Campeonato Capixaba de Velocidade na Terra.